# Cantrainea inexpectata
Cantrainea inexpectata är en snäckart som beskrevs av B.A. Marshall 1979. Cantrainea inexpectata ingår i släktet Cantrainea och familjen turbinsnäckor. Inga underarter finns listade i Catalogue of Life.